# 大托叶黄耆
大托叶黄耆（学名：Astragalus stipulatus）是豆科黄芪属的植物。分布于尼泊尔以及中国大陆的西藏等地，生长于海拔2,700米至3,000米的地区，一般生于山坡林缘，目前尚未由人工引种栽培。